# Kateryna Dudtjenko
Kateryna Viktorivna Dudtjenko (ukrainska: Катерина Вікторівна Дудченко), född 14 oktober 1996, är en ukrainsk roddare.

## Karriär
I augusti 2022 vid EM i München tog Dudtjenko brons tillsammans med Daryna Verchohljad, Natalija Dovhodko och Jevhenija Dovhodko i scullerfyra. I maj 2023 vid EM i Bled tog hon guld tillsammans med Daryna Verchohljad, Natalija Dovhodko och Anastasija Kozjenkova i scullerfyra. I april 2024 vid EM i Szeged tog de silver tillsammans i scullerfyra.